# アイルランド国立大学
アイルランド国立大学（英語: National University of Ireland、公用語表記:  Ollscoil na hÉireann）は、ダブリン2区メリオン・スクエアに本部を置くアイルランドの国立大学。1908年創立、1908年大学設置。大学の略称はNUI。
構成する各大学は独立しており、アイルランド国立大学は学位授与機関として機能される。ポスト・ノミナル・レターズでは、アイルランド国立大学を構成するすべての大学の学位にNUIの略語を使用している。

## 関連機関

### 構成大学
構成大学（Constituent Universities）は、以下の通り。
- アイルランド国立大学コーク校（UCC）
- アイルランド国立大学ダブリン校（UCD）
- ゴールウェイ大学（アイルランド国立大学ゴールウェイ校）
- メイヌース大学（アイルランド国立大学メイヌース校）

### 認定大学
認定大学（Recognised Colleges）は、以下の通り。
- アイルランド王立外科医学院
- 行政研究所
- ユバーシティ

### 構成大学附属
構成大学附属の単科大学（カレッジ）は、以下の通り。
- アート＆デザイン国立大学（UCD認可）
- セント・アンジェラ大学（ゴールウェイ大学附属）
- シャノン・ホテル経営大学（ゴールウェイ大学附属）
- ブレン美術大学（ゴールウェイ大学附属）

## 沿革
1845年、クイーンズ・カレッジ法は、「アイルランドにおける学問の進歩のために」クイーンズ・カレッジ・コーク、クイーンズ・カレッジ・ゴールウェイ、クイーンズ・カレッジ・ベルファストの3つのカレッジを設立した。1849年に開設され、1850年にはアイルランド王室の勅許により設立されたアイルランドのクイーンズ大学の傘下に連結された。
1847年に発行された教皇の詔書は、「宗教に有害」としてクイーンズ・カレッジを非難し、アイルランドの司教にルーヴァンをモデルにしたカトリック大学の設立を提案した。1851年11月12日、ジョン・ヘンリー・ニューマンがカトリック大学の初代学長に任命され、1854年11月に正式に開校した。
1879年の大学教育法は、アイルランドに新しい大学を設立することを規定し、後にアイルランド王立大学と呼ばれるようになった。1880年4月27日に王立大学の憲章が交付され、1882年2月3日にクイーンズ大学は解散した。セント・パトリック・ハウスは、ダブリンのユニバーシティ・カレッジに改称したが、医学教育はカトリック大学医学部の名の下、セシリア通りで続けられた。コーク、ゴールウェイ、ベルファストにあるクイーンズ・カレッジは、1845年の法律で設立された通りに存在し続けた。
1908年のアイルランド大学法（Irish Universities Act, 1908）により、アイルランド国立大学とクイーンズ大学ベルファストが新設され、1909年10月31日に王立大学が解散した。この法律により、アイルランド国立大学はダブリンに本部を置く連邦制大学となり、ユニバーシティ・カレッジ・ダブリン（アイルランド国立大学ダブリン校）、ユニバーシティ・カレッジ・コーク（アイルランド国立大学コーク校）、ユニバーシティ・カレッジ・ゴールウェイ（アイルランド国立大学ゴールウェイ校）の3つのカレッジが憲章により設立された。
1997年6月16日に施行された大学法（Universities Act, 1997）は、アイルランド国立大学の性質と役割を再定義し、大学の統治機関である上院を改組した。

## 組織構成

### ガバナンス
アイルランド国立大学の統治機関は、1908年の憲章に基づいて「上院の一員（Members of the Senate）」と呼ばれている。上院の議員は上院議員ではなく「上院の一員」と呼ばれ、「アイルランド国立大学上院議員」とは、卒業生が選出したシャナズ・エアランの議員のことを指す。アイルランド国立大学上院は、改修資金を提供したエドワード・J・フェランにちなんで「フェラン・ルーム」と呼ばれている。1997年6月16日に施行された大学法（Universities Act, 1997）は、アイルランド国立大学の性質と役割を再定義し、大学の統治機関である上院を次のように改組し、38名で構成されるようになった。
- 総長
- 構成大学の最高責任者
- 学籍担当事務官
- 政府が指名した4名（男性2名、女性2名）
- 各構成大学から選出された4名
- 招集により選出された8名（男性4名、女性4名）
- 選ばれた4名

この法律では、アイルランド国立大学の上院は、以下に関連して機能と責任を持っている。
- 基本的な入学要件の決定
- 学部・研究科・コースの内容と指導の見直し
- 外部試験官の任命
- 学位やその他の資格の授与

アイルランド国立大学の招集は、総長、副総長、上院の一員、教授、講師、卒業生で構成されている。上院の一員8名は、招集により選出され、任期は5年である。

### 学部および研究科
アイルランド国立大学では、構成大学に共通の学部構成がある。これらの学部および研究科は、農学、芸術学、ケルト研究、商学、工学・建築学、食品科学・技術、法学、医学・健康科学、哲学・社会学、科学、獣医学である。

## 公式サイト
- アイルランド国立大学 （英語）
- ウィキメディア・コモンズには、アイルランド国立大学に関するカテゴリがあります。